# Burg Czchów

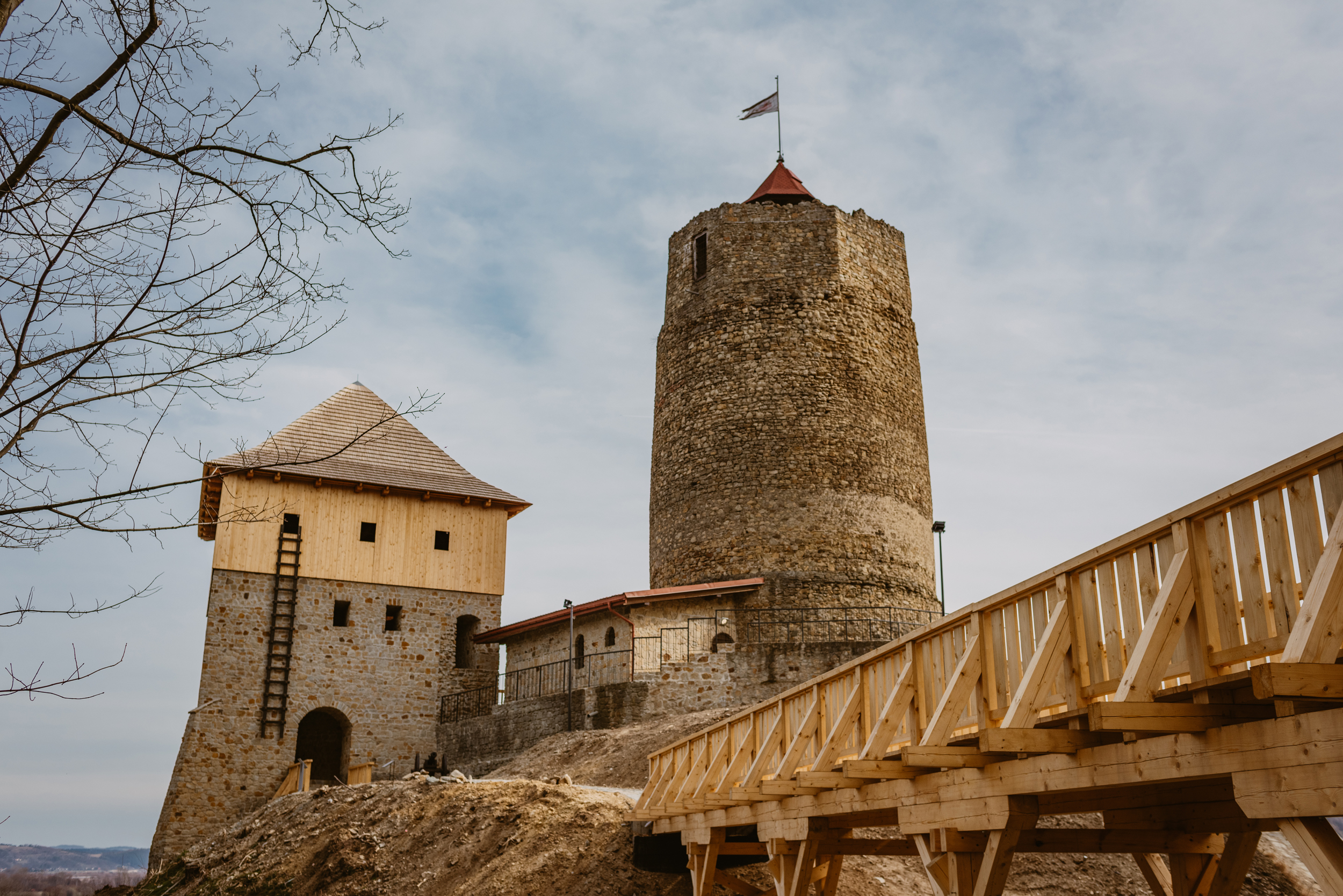
Burg Czchów

Die Königsburg Czchów (polnisch Zamek w Czchowie) ist eine Burgruine, die auf dem Berg Baszta in Czchów bei Brzesko in der polnischen Woiwodschaft Kleinpolen am Fluss Dunajec im Gebirgszug der Beskiden Pogórze Wiśnickie liegt. Sie zählt zu den Dunajec-Burgen, die die mittelalterliche Handelsstraße vom Königreich Polen nach Oberungarn entlang des Dunajec und Poprads bewachten.

## Geschichte
Die erste Burg mit gemaustem Bergfried entstand hier im 13. Jahrhundert als Zollstation für Waren, die aus Ungarn über den Dunajec nach Polen gebracht wurden. Die Burg wurde im 14. und 15. Jahrhundert ausgebaut. Sie war Sitz der örtlichen Starostei und eines Landgerichts. Die Burg wurde während der Kriege des 17. Jahrhunderts verlassen, diente jedoch noch bis 1772 als Gefängnis. Seither war die Ruine dem Verfall preisgegeben und wurde von den Anwohnern als Steinbruch genutzt.